# Raghuji II
Raghuji II fou raja maratha de Nagpur, de la família Bhonsle, fill de Mudhoji I, i adoptat com a successor per Janoji (germà de Mudhoji).
El 1772, Janoji, prop de la mort, va obtenir del peshwa Madhav Rao el consentiment per l'adopció de Raghuji II. Janoji va morir el 16 de maig de 1772 i formalment el va succeir Raghuji II sota regència paterna, però com que no va rebre el títol de senasaheb, un germà de Janoji, Sabaji, va intentar obtenir aquest títol i com que Mudhoji era un declarat partidari de Raghunath Rao, l'oncle i rival de Madhav Rao, aquest va enviar el títol i honors a Sabaji. La vídua de Janoji, Darya Bai, va donar suport a Sabaji i va revelar que estava en estat i que podia donar a llum a un fill.
Com a precaució Mudhoji va enviar a la seva família al fort de Chanda i va reunir una força de 25000 homes per enfrontar a Sabaji. Els exèrcits dels dos homes es van enfrontar a Kumbhari prop d'Akola (1773), però després d'aquest i altres combats menors, els dos germans van decidir posar fi a la lluita i es va acordar que el títol de Senasaheb seria per Raghuji II i que Mudhoji seria el regent però amb participació en el govern de Sabaji. Els germans Prabhu, Vyankal Kasi i Kaksman Kasi, foren enviats a Poona per assegurar el títol per Raguhi II; en aquest temps Narayan Rao era el nou peshwa. L'acord no fou respectat per Sabaji i quan Narayan i Raghunath Rao es van enfrontar, Sabaji va agafar el partit del primer i Mudhoji del segon.
La disputa entre Mudhoji i Sabaji es va reprendre el 1774, però va resoldre finalment per la mort del segon en la batalla de Panchgaon, prop de Nagpur, el 26 de gener de 1775; en aquesta batalla Mudhoji va tenir el suport de Gardi Muhammad Yusuf, un dels que havia assassinat a Narayan Rao. Els partidaris de Sabaji es van sotmetre a Mudhoji.
En la lluita Sabaji va rebre ajut del peshwa i el nizam i les forces combinades d'aquestos van assetjar Ellichpur, el nawab del qual era aliat de Mudhoji, però poc després Narayan Rao fou assassinat i el suport de Sabaji va quedar greument afectat; Mudhoji pel seu costat es va reforçar amb la pujada al poder de Raghunath; un acord entre els dos germans es va aconseguir, però altra vegada fou de curta durada. Raghunath va atacar al nizam, en càstig per haver pres partit pel seu rival, i va haver de signar un acord. Madhoji també va signar un acord amb el nizam pel qual es feia la pau basada en el repartiment de Berar al 60-40 per cent.
El títol de senasahib fou ratificat a Rahguhi finalment el 1775 per Sawai Madhav Rao Narayan. A la mort del seu pare Madhoji el 19 de maig de 1788, Raguhji va assolir el poder. Va estar amb bones relacions amb Nana Fadnis. Va ajudar al peshwa al que va enviar un exèrcit manat per Vitthal Ballal Subhedar que va participar en la batalla de Kharda el 1795 després de la qual els bhonsles van rebre diversos territoris del nizam que a més va acceptar pagar els impostos pendents; la recaptació compartida al Berar fou confirmada; el peshwa li va cedir en feu territoris al sud del Narbada encara que de fet els oficials que els tenien van restar al front. Raghuji va aconseguir Husangabad, Chauragad i Bacai. Raghuji va seguir donant suport a Nana Fandnis fins i tot després de la mort de Savai Madhav Rao i Nana li va cedir Garha-Mandla. També va rebre territoris del raja de Sagar per l'ajut que li havia donat quan fou atacat per Amir Khan. Un petit cap rajput va cedir el fort de Dhamoni i Husangabad (Hoshangabad) va ser adquirida del nawab de Bhopal. Vers el 1800 el regne de Nagpur estava al seu zenit, sent l'estat maratha més gran. Formaven el seu territori:
- Deogarh i Nagpur
- Garha-Mandla
- Husangabad, Siwani-Malwa, Chauragad, etc.
- Multai o Multapi
- La meitat de les rendes de Berar, Gawilgarh, Narnala, etc.
- Orissa i estat feudataris a la zona
- Chandrapur o Chanda
- Chhattisgarh i els estats feudataris com Bastar, Sambalpur, Sirguja, Kankar, Kalahandi, Jasapur i Gangpur.

El 1798, Lord Wellesley va arribar a l'Índia com a governador amb l'objectiu de portar als estats natius a un aliança coneguda com a sistema subsidiari. El 1799 Mysore va entrar en aquest sistema per la força i tot seguit fou el nizam (1800). El peshwa Baji Rao II en les seves guerres contra els caps marathes i especialtment contra Jaswant I Rao Holkar va entrar a l'aliança subsidiaria el 1802. Ja el 1799 Colebrooke fou enviat a Nagpur per convèncer a Raghuji d'entrar a l'aliança, però sense èxit.
El tractat de Bassein de 31 de desembre de 1802 entre la Companyia Britànica de les Índies Orientals i el peshwa Baji Rao II va trobar l'oposició de Jaswant I Rao Holkar, Daulat Rao Sindhia i Raghuji II Bhonsle. Wellesley els pressionava per una aliança similar i va enviar a negociar al coronel Collins però van evitar una resposta en cap sentit i el 7 d'agost de 1803, Wellesley va declarar la guerra als bhonsles i shíndies. El fort d'Ahmadnagar fou atacat pels britànics i els oficials europeus de Sindhia foren subornats i es van passar als atacants; el kiladar, un braman, va rendir el fort el 12 d'agost de 1803. L'exèrcit dels bhonsles es va unir al de Daulat Rao Sindhia a Jalanapur i van lliurar la batalla d'Assai o Assaye (24 de setembre de 1803) amb victòria britànica; els britànics van tenir 663 baixes d'europeus i 1.778 de natius; Stevenson va capturar llavors Burhanpur i Asirgarh, fortaleses de Sindhia. Desmoralitzats els marathes, Daulat Rao va enviar el 6 de novembre de 1803 a Jasvant Rao Ghorpade al campament de Wellesley amb orde de negociar la pau. Els bhonsles encara resistien i Stevenson va avançar cap al fort de Gawilgarh; encara que Daulat Rao va enviar a les seves forces en ajut dels bhonsles (violant la treva pactada) els dos exèrcits foren derrotats entre Adgaon i Sirasoli (anomenada batalla d'Adganv o Adgaon) el 29 de novembre de 1803. Gawilgarh es va rendir el 25 de desembre quan el seu kiladar Benisingh Rajput va morir en combat. El 17 de desembre Raghuji Bhonsle va signar el tractat de Deogaon, prop d'Ellichpur pel qual els Bhonsle cedien els seus territoris a l'oest del riu Warda, i les províncies de Cuttack i Balasore; podrien conservar els forts de Gawilgarh i Narnala i les parganes d'Akot, Adgaon, Bagnera, Bhatkuli i Khatkali; tota disputa entre el nizam, el peshwa i els bhonsle quedava subjecte a la medicació britànica; els bhonsles no podrien tenir relacions amb cap poder europeu fora de la Gran Bretanya, ni amb altres estats de la confederació maratha; cada part tindria un enviat a les respectives capitals; els bhonsle haurien de respectar els tractats dels britànics amb els antics feudataris de Nagpur a Orissa i Chhattisgarh. El Berar fou concedit al nizam per l'ajut donat als anglesos. El 30 de desembre Daulat Rao Sindhia signava per la seva banda el tractat de Suraji-Anangaon. El primer resident britànic fou Mount Stuart Elphinstone que va controlar els intents de Raghuji de contactar amb Jaswant I Rao Holkar. Durant la guerra del 1803 el nawab del Principat de Bhopal havia ocupat Husangabad (Hoshangabad) i Shivani, i de fet les va conservar al final del conflicte. Sambalpur i Patna foren retornades a Raghuji el 1806.
El 1807 Raghuji Bhonsle va enviar al seu exèrcit a conquerir Chainpurvadi i Chankigad a territori del Principat de Bhopal. En els anys que van seguir a 1804, el territori de Nagpur fou objecte dels saquejos de les bandes de pindaris (penharis) cada cop més audaços. El cap pindari Amir Khan va atacar Jubbulpore el 1809, governada per Jijaba Ghatge com a subadar dels bhonsles, que fou derrotat i es va haver de refugiar al fort de Mandla. Per defensar la zona de Narmada, Raghuji va nomenar governadors (subadars) a Vitthal Ballal Subhedar, Benisingh, Raghunathravbaji Ghatge i Muhammad Amirkhan de Shiwani. El 1811 els pindaris van saquejar Ramtek i Bhandara i es van presentar als suburbis de Nagpur (ciutat), pero els generals de Raghuji, Ali Khan i Malji Ahir Rao van aconseguir rebutjar-los. Els britànics pressionaven a Raghuji per entrar a l'aliança subsidiària. Jenkins, successor de Mount Stuart Elphinstone com a resident, demanava insistentment l'estacionament de forces britàniques a Nagpur i quan es va produir l'atac dels pindaris, Raghuji va demanar ajuts als anglesos, ajuda que li fou refusada per no ser membre de l'aliança. Finalment Lord Hastings va aconseguir exterminar-los mesos després en una campanya militar. El 1811 va morir a Kasi el germà de Raghuji, Vankoji àlies Manyabapu, que tenia el títol de Senadhurandhar, amb el qual havia mantingut una relació poc afortunada.
Raghuji es va concertar amb Sindhia per atacar Bhopal i junts es van presentar al fort de Bhopal el 1814 però quan el nawab va demanar l'ajut britànic, Raguji es va retirar.
La reina principal de Raghuji II fou Baka Bai. El raja va morir el 22 de març de 1816 i el va succeir el seu fill Parasoji o Parsoji.